# Sannah Nedergård
Sannah Nedergård, född 3 oktober 1993 i Vasa, är en finlandssvensk skådespelare och musikalartist.
Nedergård har bland annat medverkat i filmen Den svavelgula himlen. Hon har även medverkat i TV-serierna Next of Kin och Kodnamn: Annika där hon axlar huvudrollen som den hemliga agenten Annika.

## Filmografi (i urval)
- 2021 – Den svavelgula himlen
- 2022 – Next of Kin (TV-serie)
- 2023 – Kodnamn: Annika (TV-serie)